# Luo Na
Luo Na (chiń. 罗娜; ur. 8 października 1993 w Qiqihar) – chińska lekkoatletka specjalizująca się w rzucie młotem, trzykrotna medalistka mistrzostw Azji, złota medalistka igrzysk azjatyckich, olimpijka z Tokio.

## Przebieg kariery
Debiutowała w 2010 roku, biorąc udział w krajowych zawodach U-18 i zdobywając złoty medal w rzucie młotem. W 2012 uczestniczyła w mistrzostwach świata juniorów, na których zajęła 6. pozycję. Trzy lata później otrzymała pierwszy medal mistrzostw Azji, na mistrzostwach w Wuhan zdobyła srebrny medal. W 2017 została mistrzynią Azji, jak również zaliczyła debiut w lekkoatletycznych mistrzostwach świata seniorów, na których odpadła już w eliminacjach po zajęciu 8. pozycji. W 2018 sięgnęła po złoty medal igrzysk azjatyckich, w 2019 roku zaś wywalczyła drugi srebrny medal mistrzostw Azji w swej karierze.
W 2021 uczestniczyła w letnich igrzyskach olimpijskich w Tokio. W eliminacjach uzyskała wynik 69,86 m i zajęła 7. pozycję, która nie dała jej awansu do finału.
W 2017 i 2020 roku wywalczyła tytuł mistrzyni kraju.

## Osiągnięcia
| Rok     | Zawody                      | Miasto      | Miejsce | Wynik |
| ------- | --------------------------- | ----------- | ------- | ----- |
| 2012    | Mistrzostwa świata juniorów | Barcelona   | 6.      | 63,19 |
| 2015    | Mistrzostwa Azji            | Wuhan       | 2.      | 65,77 |
| 2015    | Letnia uniwersjada          | Gwangju     | 4.      | 67,11 |
| 2017    | Mistrzostwa Azji            | Bhubaneswar | 1.      | 69,92 |
| 2017    | Mistrzostwa świata          | Londyn      | 8. H    | 69,54 |
| 2018    | Igrzyska azjatyckie         | Dżakarta    | 1.      | 71,42 |
| 2019    | Mistrzostwa Azji            | Doha        | 2.      | 72,23 |
| 2019    | Mistrzostwa świata          | Doha        | 8.      | 72,04 |
| 2021    | Letnie igrzyska olimpijskie | Tokio       | 7. H    | 69,86 |
| 2022    | Mistrzostwa świata          | Eugene      | 8.      | 70,42 |
| Źródło: |                             |             |         |       |

## Rekord życiowy
Rekord życiowy zawodniczki to 75,02 m, ustanowiła go 26 maja 2018 roku podczas zawodów rzutu młotem w Halle.